# Belus (album)
Belus è il settimo album della one man band Burzum, pubblicato l'8 marzo 2010.

## Descrizione
Il disco, il primo pubblicato dopo la scarcerazione di Varg Vikernes, recava originariamente il titolo Den Hvite Guden ("Il Dio Bianco", in lingua norvegese); successivamente, il titolo è stato modificato per via di talune accuse di razzismo mosse nei confronti della scelta operata da Vikernes.
Belus segna il ritorno alle sonorità che hanno caratterizzato le prime produzioni.
Si può notare, nella seconda traccia dell'album (Belus' død), l'utilizzo dello stesso riff della title track dell'album Dauði Baldrs.
A differenza dei testi degli album precedenti, scritti sia in inglese che i norvegese, quelli di Belus sono scritti esclusivamente in norvegese.

### Titolo
Il disco è dedicato alla divinità solare Indoeuropea Belus, divinità antichissima il cui nome deriva dal protoindoeuropeo *bʰel- che significa luce.

### Copertina

Il logo utilizzato sulla copertina dell'album Belus

La copertina è stata caricata sul sito ufficiale di Burzum prima della pubblicazione dell'album. Mostra una fotografia di una foresta con dei raggi di sole che filtrano attraverso la nebbia. L'evocativa immagine della foto fu scattata vicino al luogo di residenza di Vikernes a Bø. Poiché tutte le divinità erano originariamente spiriti degli alberi, l'albero in primo piano che ostruisce la vista dell'orizzonte si adatta bene al concetto. Per il logo del nome Burzum qui non vengono utilizzati i consueti caratteri gotici utilizzati nei precedenti album (con l'eccezione del secondo demo del 1991). Vikernes basò questa decisione sul fatto che Burzum non dovrebbe avere un logo come le altre band black metal, e Belus era un nuovo inizio per il progetto Burzum.

## Tracce
1. Leukes renkespill (Introduksjon) – 0:33
2. Belus' død – 6:23
3. Glemselens elv – 11:54
4. Kaimadalthas' nedstigning – 6:43
5. Sverddans – 2:27
6. Keliohesten – 5:45
7. Morgenrøde – 8:54
8. Belus' tilbakekomst (Konklusjon) – 9:37

## Formazione
- Varg Vikernes - tutti gli strumenti